# Let Them Talk
Let Them Talk ist das Debütalbum des englischen Schauspielers Hugh Laurie, das am 18. April 2011 herauskam und 15 klassische Gospel-, Blues- und Jazz-Standards enthält. Das Album wurde von Joe Henry produziert und im Sommer und Herbst 2010 in Hollywood und New Orleans aufgenommen. Die Leitung der Bläserarrangements besorgte Allen Toussaint.
Neben Hugh Laurie (Gesang, Klavier, Gitarre) spielen u. a. Kevin Breit (Gitarre) und Greg Leisz (Mandoline), Levon Henry (Tenorsaxophon), David Piltch (Kontrabass), Patrick Warren (Keyboards), Craig Eastman (Violine), Robby Marshall (Klarinette) und Jay Bellerose (Schlagzeug). In einigen der Stücke werden die Vocals von den Special Guests Tom Jones („Baby, Please Make A Change“), Irma Thomas („John Henry“ und „Baby Please Make A Change“) bzw. Dr. John („After You Have Gone“) übernommen.
Die Uraufführung einiger Titel von Let Them Talk fand bereits im März 2011 in einem kleinen Club in New Orleans statt. Laurie erschien am 24. April in der BBC2-Fernsehshow Later with Jools Holland und hatte einen Auftritt in der Union Chapel in London sowie beim Cheltenham Jazz Festival, bevor das Album Ende April veröffentlicht wurde.

## Titelliste
| #   | Titel                      | Länge |
| --- | -------------------------- | ----- |
| 1.  | St. James Infirmary        | 6:25  |
| 2.  | You Don't Know My Mind     | 3:39  |
| 3.  | Six Cold Feet              | 4:55  |
| 4.  | Buddy Bolden's Blues       | 3:12  |
| 5.  | Battle of Jericho          | 3:47  |
| 6.  | After You’ve Gone          | 4:09  |
| 7.  | Swanee River               | 2:43  |
| 8.  | The Whale Has Swallowed Me | 3:37  |
| 9.  | John Henry                 | 3:34  |
| 10. | Police Dog Blues           | 3:33  |
| 11. | Tipitina                   | 5:06  |
| 12. | Winin’ Boy Blues           | 2:59  |
| 13. | They're Red Hot            | 1:11  |
| 14. | Baby Please Make a Change  | 4:57  |
| 15. | Let Them Talk              | 4:10  |

## Rezeption
„Die Platte ist eine hervorragende Genreperle. [...] Laurie nimmt sich liebevoll und leidenschaftlich der Wiege des Blues' in New Orleans an. [...] Gewissenhaft und im besten Sinne altmodisch authentisch zelebriert er mit kanadischen Musikerkumpeln ein Klangbild, das auch noch dem verkniffensten Reichsgeneralbedenkenträger aus der Quengelecke selbst berufener Muckepolizisten Respekt abnötigt, so jener nicht Van Goghs Ohr für Musik hat.“

„Auf Anhieb sympathisch ist die Emphase, mit der Laurie für diese Songs eintritt. Er scheint sie wirklich zu lieben und ist im Lauf einer langjährigen Beschäftigung mit dieser Musik tief in die Materie eingedrungen. Dafür spricht auch die ausgesprochen geschmackvolle Songauswahl der Lieder [...]. Wenn man bedenkt, wie weit entfernt er dank seiner Herkunft und seines Status’ als Hollywood-Star von diesen Songs sein müsste, ist es schon beachtlich, wie überzeugend er sie rüberbringt. Dabei kommt ihm seine clevere Produzentenwahl zugute. Joe Henry hat tolle Alben von Allen Toussaint und Aaron Neville produziert und darf als Experte für Musik aus New Orleans gelten. Mit der Tatsache, dass Laurie kein Musik-Profi ist, geht er auf kluge Weise um: Zusammen mit Studiocracks wie Jay Bellerose und Greg Leisz spannt er ein Sicherheitsnetz unter Laurie auf, das dessen Gesang und Klavierspiel effektiv in Szene setzt. Die Musiker spielen dabei eher zurückhaltend, um Laurie nicht in den Schatten zu stellen, aber doch effektvoll genug, um das Album musikalisch zum Funkeln zu bringen.“

Auf die notorische Frage, warum er als Schauspieler sich nun auch der Musik gewidmet habe, antwortet Hugh Laurie: “I've broken an important rule of art, music, and career paths: actors are supposed to act, and musicians are supposed to music. That's how it works. You don't buy fish from a dentist, or ask a plumber for financial advice, so why listen to an actor's music? The answer is – there is no answer. If you care about pedigree then you should try elsewhere, because I have nothing in your size.”

## Kommerzieller Erfolg

### Chartplatzierungen
| ChartsChartplatzierungen       | Höchstplatzierung | Wochen |
| ------------------------------ | ----------------- | ------ |
| Deutschland (GfK)              | 8 (6 Wo.)         | 6      |
| Österreich (Ö3)                | 1 (18 Wo.)        | 18     |
| Schweiz (IFPI)                 | 4 (21 Wo.)        | 21     |
| Vereinigte Staaten (Billboard) | 16 (9 Wo.)        | 9      |
| Vereinigtes Königreich (OCC)   | 2 (26 Wo.)        | 26     |

| ChartsJahrescharts (2011)    | Platzierung |
| ---------------------------- | ----------- |
| Österreich (Ö3)              | 60          |
| Schweiz (IFPI)               | 60          |
| Vereinigtes Königreich (OCC) | 59          |

### Auszeichnungen für Musikverkäufe
| Land/Region                  | Auszeichnungen für Musikverkäufe (Land/Region, Auszeichnung, Verkäufe) | Verkäufe |
| ---------------------------- | ---------------------------------------------------------------------- | -------- |
| Argentinien (CAPIF)          | Platin                                                                 | 40.000   |
| Frankreich (SNEP)            | 2× Platin                                                              | 300.000  |
| Polen (ZPAV)                 | 2× Platin                                                              | 40.000   |
| Vereinigte Staaten (RIAA)    | —                                                                      | 20.000   |
| Vereinigtes Königreich (BPI) | Gold                                                                   | 192.000  |
| Insgesamt                    | 1× Gold · 5× Platin ·                                                  | 592.000  |